# Phytomyza notopleuralis
Phytomyza notopleuralis är en tvåvingeart som beskrevs av Spencer 1969. Phytomyza notopleuralis ingår i släktet Phytomyza och familjen minerarflugor. Inga underarter finns listade i Catalogue of Life.